# Friedrich Hachenberg
Friedrich Wilhelm Hachenberg (* 2. Juli 1915 in Neuwied; † 14. September 1992) war ein deutscher Forstmann, der in Rheinland-Pfalz wirkte. Er leitete von 1951 bis 1968 das Forstamt Kastellaun und war anschließend bis 1980 Referatsleiter in der Ministerialforstabteilung in Mainz sowie zugleich stellvertretender Leiter der Staatsforstverwaltung Rheinland-Pfalz. Hachenberg ist vor allem mit Veröffentlichungen zu Forstgeschichte, Forstpolitik und Forstrecht, die dieses Bundesland betreffen, hervorgetreten.

## Leben

### Herkunft und Ausbildung
Als Sohn des Fürstlich Wied’schen Domänendirektors Friedrich Wilhelm Hachenberg am 2. Juli 1915 in Neuwied geboren, nannte er sich später nur Friedrich Hachenberg, um eine Verwechslung mit seinem gleichnamigen Vater zu verhindern. Dieser gehörte von 1951 bis 1960 dem Rheinland-Pfälzischen Landtag an. Das agrar- und forstpolitische Engagement des Vaters setzte der Sohn später fort. Zu den prägenden Kräften seiner Westerwälder Heimat gehörten auch die Verwurzelung im evangelischen Glauben und Person und Werk Friedrich Wilhelm Raiffeisens. 1934 legte er sein Abitur ab und absolvierte anschließend einen eineinhalbjährigen Arbeits- und Wehrdienst.
Seine forstliche Ausbildung begann Hachenberg mit der Lehrzeit im Forstamt Entenpfuhl im Soonwald. Danach studierte er Forstwissenschaften an der Forstlichen Hochschule Hannoversch Münden mit Fachsemestern an der Albert-Ludwigs-Universität Freiburg und der Ludwig-Maximilians-Universität München. Kurz nach Beginn des Zweiten Weltkriegs schloss er sein Studium in Hann. Münden mit der Diplomprüfung ab und wurde unmittelbar darauf zur Wehrmacht einberufen. Bis Kriegsende kam er als Infanterieoffizier an der West-, Ost- und Südfront zum Einsatz. Bereits im Herbst 1946 kehrte Hachenberg aus der Kriegsgefangenschaft heim und holte als Forstassessor (k) das Referendariat nach, das er 1946 mit der Großen Staatsprüfung in Sarstedt abschloss.

### Forstamtsleiter im Hunsrück
Zunächst in Privatforstverwaltungen tätig, wurde Friedrich Hachenberg 1948 Lehrer an der Forstschule Hachenburg im Westerwald und damit in den Landesdienst übernommen. 1950 zum Forstmeister ernannt, übertrug ihm die Landesforstverwaltung 1951 die Leitung des Forstamtes Kastellaun im Hunsrück. Das seinerzeit 7000 Hektar umfassende Forstamt bewirtschaftete die Wälder von 44 Kommunen und vier Genossenschaften. Friedrich Hachenberg leitete es 18 Jahre lang, zuletzt im Range eines Oberforstmeisters. Lag der Schwerpunkt seiner Tätigkeit zunächst vor allem auf der Wiederaufforstung von Kriegskahlflächen, war es später die Walderschließung. Die im Zuge der Flurbereinigung entstandenen Wege durch Wald und Feld mit ihrer fortschrittlichen Bauweise machten Kastellaun zu einem bekannten Exkursionsziel.

### Forstliche Öffentlichkeitsarbeit
Bekanntheit weit über den engeren forstlichen Kollegenkreis hinaus erlangte Friedrich Hachenburg durch seine umfangreiche Öffentlichkeitsarbeit, in der er die allgemeine Bedeutung des Waldes für das Landeswohl einem breiten Publikum durch zahlreiche Veröffentlichungen, Vorträge und Rundfunksendungen ins Bewusstsein brachte. Gut vier Jahrzehnte lang engagierte er sich in der Schutzgemeinschaft Deutscher Wald, deren langjähriger geschäftsführender (stellvertretender) Präsident er auch war. Außerdem leitete er den Arbeitskreis „Landespflege“. Zum Themenkomplex „Landespflege und Forstwirtschaft“ begründete er zudem Tagungen an der evangelischen Akademie Arnoldshain.

### Im Ministerium in Mainz
Als im Herbst 1969 der Leitungsposten des Referats „Forstpolitik“ in der Forstabteilung des rheinland-pfälzischen Ministeriums für Landwirtschaft, Weinbau und Forsten neu zu besetzen war, fiel die Wahl auf Hachenberg, der bereits durch entsprechendes forstpolitisches Engagement bekannt und anerkannt war. Im Ministerium setzte er nicht nur seine geschickte Öffentlichkeitsarbeit fort, sondern war auch am Zustandekommen verschiedener Gesetze maßgeblich beteiligt. So bearbeitete er die Novelle zum rheinland-pfälzischen Landesforstgesetz von 1971 und ihre Durchführungsbestimmungen. Zusammen mit Walter Bogner veröffentlichte er 1973 auch einen Gesetzeskommentar dazu, der fast 20 Jahre lang Gültigkeit hatte. Außerdem arbeitete Hachenberg am Landespflegegesetz von 1973 und am Bundeswaldgesetz von 1975 mit. Ferner erreichte er, dass die Förderung für den Körperschafts- und Privatwald ausgebaut wurde.
1969 wurde Friedrich Hachenberg zum Landforstmeister, 1971 zum Oberlandforstmeister ernannt. Als Leitender Ministerialrat war er zugleich stellvertretender Leiter der Staatsforstverwaltung Rheinland-Pfalz.

### Forstgeschichtliche Arbeiten im Ruhestand
1980 trat Hachenberg in den Ruhestand, blieb aber weiterhin aktiv. Noch im gleichen Jahr wurde er mit der forst- und verwaltungsgeschichtlichen Dissertation Hoheitliche Einwirkungen auf die Bewirtschaftung der Gemeindewälder im Bereich des heutigen Landes Rheinland-Pfalz an der Georg-August-Universität Göttingen zum Doktor der Forstwissenschaften (Dr. forest.) promoviert. Dieser Gesamtschau ließ er in den folgenden Jahren weitere umfangreiche historische Darstellungen mit regionalem Bezug folgen, so eine Geschichte des Forstamtes Kastellaun (1988) und den Begleittext zur 1992 veranstalteten Sonderausstellung 2000 Jahre Waldwirtschaft am Mittelrhein, gemeinsam gestaltet vom Landesmuseum Koblenz und der Forstdirektion Koblenz aus Anlass der 11. KWF-Tagung in Koblenz. Sein letztes großes Werk, eine Darstellung der Geschichte des Stadtwaldes von Kastellaun, konnte er nicht mehr selbst vollenden. Es erschien posthum 1998 unter dem Titel Wald um Kastellaun. Ein Beitrag zur Geschichte des Stadtwaldes. In seinem Todesjahr 1992 erschien jedoch noch ein zusammen mit Franz-Josef Gehendges verfasster aktualisierter Kommentar zum rheinland-pfälzischen Landesforstgesetz.
Leitender Ministerialrat a. D. Dr. forest. Friedrich Hachenberg, der sich auch von schweren Erkrankungen und mehreren Operationen seinen Lebensmut nicht hatte nehmen lassen, starb am 14. September 1992 im Alter von 77 Jahren.

## Schriften
- Erlaubt – verboten von A bis Z. Auszüge aus einschlägigen Gesetzen und Verordnungen, in der Reihe Auf Wacht für den Wald, 2. Auflage, Koblenz 1960
- Das Rüstzeug für die Angehörigen der Waldwacht, in der Reihe Auf Wacht für den Wald, 2. Auflage, Koblenz 1960
- zusammen mit Walter Bogner: Das Landesforstgesetz von Rheinland-Pfalz. In der Fassung vom 19. März 1971. (GVBl. S. 115, BS 790-1). Kommentar, Siegburg 1973
- als Mitverfasser: Umweltprobleme im Raume eines Flughafens, Arnoldshainer Protokolle (73,5), Arnoldshain 1973
- Forstwirtschaftspolitik im Rahmen der Agrar- und Landespflegepolitik in Rheinland-Pfalz 1968 – 1978. Ausgewählte Vorträge und Aufsätze, Mainz 1978 (Selbstverlag)
- Hoheitliche Einwirkungen auf die Bewirtschaftung der Gemeindewälder im Bereich des heutigen Landes Rheinland-Pfalz, Dissertationsschrift, Universität Göttingen 1980 (im Druck unter diesem Titel als Band 4 der Reihe Mitteilungen der Landesforstverwaltung Rheinland-Pfalz, Mainz 1981)
- Bäume im Wandel der Zeiten, Fang Nr. 24, Hemer 1986
- Waldwirtschaft und forstliche Landschaftsgestaltung im vorderen Hunsrück in zwei Jahrhunderten. Zur Forstgeschichte des Forstamtes Kastellaun in den Jahren 1815 bis 1985, Schriftenreihe des Hunsrücker Geschichtsvereins (Nr. 18) und Schriftenreihe des Landesverbandes Rheinland-Pfalz der SDW (Nr. 6), Obermoschel 1988
- zusammen mit Franz-Josef Gehendges: Das Landesforstgesetz von Rheinland-Pfalz. Mit Durchführungsverordnung und Verwaltungsvorschriften. Kommentar, Gesetze, Verordnungen, Kommentare (Loseblatt-Ausgabe), Wiesbaden 1992 (ISBN 3-86115-032-8) und Nachlieferung 1 1998
- 2000 Jahre Waldwirtschaft am Mittelrhein. Begleitpublikation zur Sonderausstellung 2000 Jahre Waldwirtschaft am Mittelrhein des Landesmuseums Koblenz und der Bezirksregierung Koblenz – Forstdirektion, Veröffentlichungen des Landesmuseums Koblenz, Staatliche Sammlung Technischer Kulturdenkmäler. Reihe B, Einzelveröffentlichungen (Nr. 41), Koblenz 1992 (ISBN 3-925915-29-X)
- Wald um Kastellaun. Ein Beitrag zur Geschichte des Stadtwaldes, abschließend bearbeitet durch Franz-Josef Boeder, Kastellaun in der Geschichte (Band 5), Dommershausen und Kastellaun 1998 (ISBN 3-928441-34-5)